# Fred Milano
Fred Milano (* 22. August 1939 in New York City; † 1. Januar 2012 ebenda) war ein US-amerikanischer Doo-Wop-Sänger, der als Mitglied der Belmonts vor allem in den späten 1950er Jahren mit Dion and the Belmonts und in den frühen 1960er Jahren erfolgreich war.

## Diskografie

### Singles (Auswahl)
- Santa Margherita / Teen-Age Clementine (1957) – The Belmonts
- Tag Along / We Went Away (1958) – Dion and the Belmonts
- I Wonder Why (1958) – Dion and the Belmonts
- No One Knows (1958) – Dion and the Belmonts
- A Teenager In Love (1959) – Dion and the Belmonts
- Where Or When (1960) – Dion and the Belmonts
- When You Wish upon a Star (1960) – Dion and the Belmonts
- In The Still Of The Night (1960) – Dion and the Belmonts
- Tell Me Why (1961) – The Belmonts
- Don't Get Around Much Anymore (1961) – The Belmonts
- I Need Someone (1961) – The Belmonts
- Come On Little Angel (1962) – The Belmonts
- Diddle-Dee-Dum (1962) – The Belmonts
- Ann-Marie (1963) – The Belmonts
- Mr. Movin' Man (1967) – Dion and the Belmonts
- Berimbau (1967) – Dion and the Belmonts

### LPs (Auswahl)
- Presenting Dion and the Belmonts (1959)
- Wish Upon A Star with Dion and the Belmonts (1960)
- Together Again (1967) – Dion and the Belmonts
- Summer Love (1969) – The Belmonts
- Cigars, Acappella, Candy (1972) – The Belmonts
- Reunion (1973) – Dion and the Belmonts